# Гидравлический распределитель
Гидравлический распределитель (гидрораспределитель) — устройство, предназначенное для управления гидравлическими потоками в гидросистеме с помощью внешнего воздействия (сигнала).

## Назначение гидрораспределителей
Гидрораспределитель управляет движением выходного звена гидродвигателя путём перенаправления потоков рабочей жидкости.
На рисунке 2 показана простейшая гидросхема. В показанном положении распределителя (Р) жидкость от насоса (Н) к гидроцилиндру (Ц) не поступает, и идёт транзитом, через распределитель в гидробак. В случае, аварии, через защитный клапан, в гидробак*. Если оператор перемещает ручку гидрораспределителя таким образом, что запорно-регулирующий элемент смещается в положение 1, то рабочая жидкость поступает в поршневую полость гидроцилиндра и поршень движется вправо, а жидкость из штоковой полости гидроцилиндра идёт на слив (направления движения рабочей жидкости через распределитель указаны стрелками). Если оператор возвращает ручку гидрораспределителя в исходное положение, то поршень гидроцилиндра останавливается, и рабочая жидкость опять идёт на слив в бак. Чтобы поршень гидроцилиндра начал движение влево, оператору необходимо переместить ручку распределителя таким образом, чтобы запорно-регулирующий элемент сместился в положение 2.

## Классификация распределителей
Гидрораспределители разделяют по типу запорно-регулирующих элементов на золотниковые, крановые, клапанные, струйные и распределители типа «сопло-заслонка».
Золотниковые распределители получили наибольшее распространение в гидроприводе благодаря простоте их изготовления, компактности и высокой надёжности в работе. Они применяются при весьма высоких значениях давления (до 32 МПа) и значительно бо́льших расходах, чем крановые распределители.
Крановые распределители в гидроприводе нашли самое широкое применение. Конструктивно их запорный элемент выполнен в виде цилиндрической, конической, шаровой пробки или в виде плоского поворотного крана.
Клапанные распределители. Главным недостатком наиболее распространённых золотниковых распределителей являются утечки, которые не позволяют удерживать гидродвигатель под нагрузкой в неподвижном состоянии, а также невозможность работы при высоких давлениях (свыше 32 МПа). В таких случаях для позиционного переключения предпочтительны клапанные распределители, имеющие увеличенные по сравнению с золотниками размеры и массу, но позволяющие герметически перекрывать гидролинии.
Клапанные распределители применяются, в основном, в гидросистемах, в которых необходимо обеспечить хорошую герметичность. Для этого запорный элемент распределителя выполняют, как правило, в виде конического или шарового клапана.
В гидрораспределителе типа «сопло-заслонка» используется принцип построения гидравлических делителей давления.
К достоинствам струйных распределителей относится низкая чувствительность к загрязнению рабочей жидкости, которая обусловлена отсутствием подвижных частей в таких распределителях.